# 議政府KB損害保険スターズ
議政府KB損害保険スターズ（ウィジョンブKBそんがいほけんスターズ、韓国語: 의정부 KB손해보험 스타즈）は、韓国・議政府市を本拠地とする男子バレーボールチーム。

## 歴史
1976年、金星バレーボールチーム（金星通信→金星）として設立。同年、全国選手権で優勝。以降も、多くのタイトルを獲得し、名を馳せた。
1992年、チームが当時のグループ会社（LGグループ）であったラッキー火災海上保険（現在のKB損害保険）に移管した。1995年、社名変更によりチーム名もLG火災となった。1999年、親会社の系列とともにLGグループから独立し、LIGグループとなった。
韓国のVリーグが設立された2005年、プロクラブとなり、Vリーグに参戦。チーム名はLG火災グレイターズとし、本拠地を亀尾市とした。2006年、社名変更により、チーム名もLIG損害保険グレイターズとした。2005シーズン、2005-2006シーズンは3位に入るが、以降は3位に入れず低迷する。
2012年、KOVOカップで優勝し、プロ化後初タイトルを獲得。
2015年、親会社がKB金融グループに買収され、社名変更によりチーム名をKB損害保険スターズに変更した（シンボル名も変更）。
2017年7月18日、本拠地を亀尾市から議政府市に移転した。
2021/22シーズン、Vリーグのレギュラーラウンドで2位に入り、16シーズンぶりの3位を確定させる。プレーオフでも勝ち、初の優勝決定戦進出となる。優勝決定戦の3番勝負は、レギュラーラウンド優勝の仁川大韓航空ジャンボスが相手で、2試合目で勝ち、1勝1敗の最終決戦に持ち込む。最終戦もフルセットにもつれる大接戦となり、最終セットもデュースまで持ち込み20点を超える大熱戦となるが、惜しくも優勝には届かなかった。しかし、プロ化後初の準優勝を飾った。

## 歴代所属選手
- キム・ホチョル（金星通信時代在籍）
- ギリェルモ・ファラスカ
- オレオル・カメホ
- トーマス・エドガー

## 主な成績
Vリーグ (韓国)
- 優勝：なし
- 準優勝：1回（2021-2022）

KOVOカップ
- 優勝：1回（2012年）
- 準優勝：3回（2007年、2016年、2018年）